# Diodo
Il diodo semplice è un componente elettronico passivo non-lineare a due terminali (chiamati anodo e catodo), la cui funzione ideale è quella di permettere il flusso di corrente elettrica in un verso e di bloccarla quasi totalmente nell'altro (vengono invece sfruttate altre caratteristiche nel caso di diodi Zener, diodo tunnel o pin, diodi varicap, diodo a tunnelling risonante).
Da questa struttura iniziale si sono evoluti nel tempo sia componenti con struttura più complessa basati su un principio differente, come i diodi a tempo di transito, sia nuovi dispositivi a tre terminali, come gli SCR e i triac, che hanno abbandonato il nome di diodo.

## Storia
Le due forme principali, la valvola termoionica e il dispositivo a semiconduttore, conobbero uno sviluppo parallelo.
Nel 1873 il fisico britannico Frederick Guthrie illustrò il principio di funzionamento del diodo termoionico. Nel 1880 Edison incappò autonomamente nell'effetto termoionico (tanto che esso viene chiamato anche effetto Edison) mentre lavorava al perfezionamento della lampada a incandescenza, cercando di capire il motivo della rottura dei filamenti. Scoprì che una corrente invisibile fluiva dal filamento a una placca metallica inserita nel bulbo quando questa era collegata al polo positivo. Lo brevettò qualche anno dopo, senza tuttavia indicarne un uso concreto.
Venti anni dopo il britannico John Ambrose Fleming, che collaborava con la Marconi Company ma era stato impiegato di Edison, si accorse che l'effetto Edison poteva essere utilizzato come rilevatore di precisione di frequenze radio e brevettò il primo diodo termoionico, la "valvola di Fleming", nel novembre 1904. Solo due anni dopo Lee De Forest inventò il triodo.
Circa il diodo a stato solido, già nel 1874 il tedesco Karl Ferdinand Braun, sperimentando contatti tra metalli e cristalli (come la galena e la pirolusite), scoprì la capacità di tali giunzioni di far scorrere la corrente in un solo senso.
Nel 1897 l'indiano Jagadish Chandra Bose fu il primo a presentare un apparato che usava un rilevatore radio a galena.

## Diodo ideale
In molte applicazioni di interesse, la caratteristica tensione-corrente di un diodo ideale, ottenuta in condizioni statiche, può essere approssimata con una funzione lineare a tratti. In tale approssimazione, la corrente si può considerare nulla se la tensione tra anodo e catodo è minore o uguale a un preciso valore di tensione Vγ (tensione di soglia o di ginocchio); se invece la tensione è maggiore, il diodo può essere approssimato a un generatore di tensione di valore Vγ, la cui corrente è imposta dal circuito a cui esso è sottoposto. Il valore di Vγ è un valore di tensione tale per cui la corrente reale è maggiore di una ben precisa corrente utile per l'analisi del circuito, e, in generale, è abitudine utilizzare il valore convenzionale di 0,6V in grado di caratterizzare con sufficiente precisione la caduta di tensione ai capi di un diodo al silicio quando in esso scorrono correnti significative.
Quando i valori delle tensioni circuitali sono sufficientemente alte (decine, centinaia di V e più), in modo da considerare trascurabile la caduta di tensione Vγ ai capi del diodo, si adotta comunemente un'approssimazione ancora più forte utilizzando un diodo ideale che in conduzione sia assimilabile a un corto circuito. Questa approssimazione consente di semplificare ulteriormente l'analisi circuitale praticamente senza alcun errore significativo.
Quando la differenza di potenziale ai capi del diodo ideale è maggiore di 0 (cioè quando la corrente elettrica fluisce nel verso convenzionalmente positivo, dall'anodo al catodo), il diodo viene detto in condizione di polarizzazione diretta. Mentre, quando la differenza di potenziale è negativa, questo è detto essere polarizzato inversamente. Queste definizioni sono utilizzate anche per identificare le regioni di funzionamento dei diodi reali.

## Diodo in corrente continua
Il diodo quando viene attraversato da una corrente continua è riconducibile a una resistenza o a un generatore di tensione a seconda della polarizzazione. I valori della resistenza ovviamente sono definiti dal costruttore, come anche la tensione del generatore.

## Diodo in corrente alternata
Il diodo attraversato da corrente alternata fa passare solo la semionda positiva (se polarizzato direttamente) della sinusoide e blocca la semionda negativa. Con configurazione di diodi a ponte di Graetz viene generata un'onda raddrizzata formata solo da semionde positive e quindi è chiamato raddrizzatore di onde sinusoidali, formando un'onda pulsante.

## Diodo a giunzione

Caratteristica tensione corrente del diodo reale

I diodi a giunzione p-n sono dei diodi realizzati mediante processi metallurgici che prevedono la diffusione di impurità di tipo accettore in cristalli di silicio preventivamente drogati mediante atomi donatori (o viceversa) e la loro caratteristica tensione corrente è approssimabile tramite l'equazione del diodo ideale di Shockley. La caratteristica tensione corrente del dispositivo è una funzione non lineare; per valori di polarizzazione sufficientemente grandi rispetto alla tensione termica (a temperatura ambiente 26mV) vale la relazione:
{\displaystyle \ln {\frac {I}{I_{0}}}={\frac {V_{D}}{V_{T}}}}
dove I è l'intensità di corrente, I0 indica la corrente di saturazione inversa, VD è la tensione applicata ai capi del diodo e VT la tensione termica.
Il diodo, polarizzato direttamente, incomincia a condurre una volta che la tensione applicata supera la tensione di soglia {\displaystyle {V_{S}}}; questa varia in funzione del tipo di materiale con cui è realizzato il diodo e vale circa 0,6 V nei diodi al silicio; quando tale diodo è in conduzione nei calcoli conviene utilizzare il valore approssimato di 0,7 V.
È sempre necessario limitare la corrente condotta da un diodo affinché non superi mai la massima corrente prevista per quello specifico diodo, oltre la quale può verificarsi la rottura fisica del dispositivo.
I diodi a giunzione p-n reali hanno una caratteristica tensione corrente analoga a quella ideale, con alcune differenze: quando polarizzati inversamente, invece di impedire completamente il passaggio di corrente vengono attraversati dalla {\displaystyle {I_{0}}}, la corrente di saturazione inversa, il cui valore è legato all'area del dispositivo e alla concentrazioni del drogante. Con l'aumentare del modulo della tensione inversa fino a un certo valore (detto tensione di Zener {\displaystyle V_{zk}}, come si può notare nel 3° e 4° quadrante della caratteristica del diodo reale a lato), che può andare da alcuni volt ad alcune decine di volt, la corrente aumenta in modulo molto rapidamente: tale regime di funzionamento, detto tensione di rottura o di breakdown per il modo di generazione degli elettroni di conduzione all'interno del diodo, non è dannoso per il componente finché la potenza dissipata rimane nei limiti tollerati: i diodi Zener per esempio sono progettati espressamente per funzionare in tensione di rottura o tensione di Zener. Tuttavia, vista la caratteristica molto ripida, il funzionamento in rottura nei normali diodi è molto pericoloso e porta in genere alla rottura del componente.

## Diodo al germanio
Il diodo al germanio è costituito da una giunzione a semiconduttore realizzata con germanio; ha una tensione di soglia più bassa (tipicamente di 0,3 V) che lo rende particolarmente adatto per la rivelazione dei segnali radio (demodulatore o rivelatore per la modulazione d'ampiezza).

## Diodo Schottky

Il diodo Schottky è costituito da una barriera rettificante metallo-semiconduttore invece che da una giunzione a semiconduttore. La barriera rettificante metallo-semiconduttore è ottenuta depositando un metallo (solitamente alluminio) su un materiale semiconduttore, che può essere di tipo P o N per mezzo di sistemi di placcatura o evaporazione. In questo tipo di giunzioni gli elettroni, ossia i portatori maggioritari hanno un tempo di vita estremamente basso a causa del metallo presente nella barriera rettificante, questa peculiarità permette un tempo di commutazione(passaggio dalla zona di conduzione alla zona di interdizione) estremamente basso anche inferiore all'ordine dei ns.
La caratteristica corrente tensione è la medesima dei diodi al silicio, ma la tensione di soglia tipica è di 0,35 V invece di 0,6 V. Tra le sue applicazioni più comuni vi è l'utilizzo come rettificatore negli alimentatori switching e nei dispositivi che utilizzano transistor Schottky, come ad esempio alcune serie delle porte logiche TTL.

## Diodo varicap o varactor

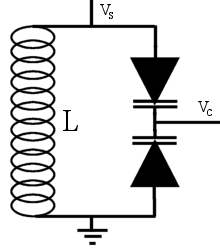
Tipo circuito implementativo con due diodi varicap

Durante la polarizzazione inversa, si accumula carica elettrica ai due lati della zona di giunzione, in cui si crea un forte campo elettrico dando origine a una certa capacità parassita: in pratica il diodo si comporta come se fosse in parallelo a un piccolo condensatore. La particolarità che rende interessante questa piccola capacità del diodo è che essa diminuisce con l'aumentare della tensione inversa.
I diodi varicap sono studiati appositamente per sfruttare questo fenomeno e si comportano in tutto come dei condensatori variabili controllati in tensione: la capacità massima è di circa 500 pF nei modelli maggiori, ma può scendere fino a 1pF. La legge di dipendenza capacità-tensione dei diodi varicap non è lineare, ma si linearizza in combinazione con un induttore in un circuito LC come quello qui a lato, rendendo la frequenza di risonanza del circuito proporzionale alla tensione di controllo Vc.
Le applicazioni dei diodi varicap sono in generale negli stadi di sintonia dei ricevitori radio e negli oscillatori controllati in tensione (VCO).

## Diodo Zener

Il diodo Zener è costruito appositamente per sfruttare il funzionamento del diodo in polarizzazione inversa. È infatti un diodo costruito secondo caratteristiche particolari per dissipare potenza con utilizzo in zona di breakdown. In questo stato la tensione ai capi del diodo rimane approssimativamente costante al variare della corrente, perciò il diodo può fornire una tensione di riferimento relativamente costante: lo Zener è un diodo ottimizzato per questo uso, in cui la tensione di Zener è resa il più possibile insensibile alla corrente di valanga, anche se comunque una tensione inversa eccessiva porta il diodo alla rottura. Il motivo dell'elevata pendenza della corrente inversa è dovuta principalmente da due casi: l'effetto valanga e l'effetto Zener.
L'aumento della tensione inversa provoca un'accelerazione degli elettroni che, aumentando la loro energia, ionizzano il reticolo cristallino (valanga); ma possono anche spezzare i legami covalenti in modo da estrarre elettroni (Zener). Questi due effetti si compensano per una tensione circa uguale a 6 V (a seconda del diodo Zener utilizzato si possono avere tensioni diverse). Sopra i 6 V prevale l'effetto valanga, sotto l'effetto Zener.
Tuttavia, per quanto lieve, la dipendenza dalla corrente è sempre presente, e peggio ancora la tensione di Zener varia sensibilmente con la temperatura ambientale: per questo motivo gli Zener vengono utilizzati soprattutto per generare tensioni di polarizzazione e stabilizzazione di alimentatori e non come campioni di tensione. Poiché i diodi Zener vengono utilizzati in polarizzazione inversa, si ha un effetto capacitivo associato alla zona di svuotamento in prossimità della giunzione, questa capacità detta di transizione varia tra valori trascurabili di qualche nF ed è rilevante per i diodi di elevata potenza in quanto condiziona la massima frequenza di lavoro.

## LED

Questi diodi emettono luce visibile se polarizzati direttamente: di solito vengono usati per segnalazione su pannelli di controllo e come spie luminose, oppure come trasmettitori per telecomandi e fibre ottiche. A partire dai primi anni 2000 sono stati sviluppati modelli ad alta luminosità adatti per illuminotecnica, e oggi esistono in commercio numerosi apparecchi di illuminazione che utilizzano i LED come sorgenti in alternativa alle tradizionali lampade a incandescenza e alle lampade fluorescenti, con notevoli vantaggi in termini di risparmio energetico, durata e resa cromatica. La loro tensione di polarizzazione diretta varia a seconda della lunghezza d'onda della luce che emettono, ed emettono tanta più luce quanta più corrente li attraversa: in genere è necessaria una corrente minima di 4mA (corrente di soglia) perché possano emettere luce in quantità percettibile.
Si fa notare che i LED non emettono luce bianca, per cui la luce bianca è ottenuta dall'unione di più LED di colori diversi.
La corrente varia in funzione del tipo di led impiegato. I diodi LED normali richiedono di media 15mA per emettere una buona luminosità. Nel caso di LED HL (alta luminosità) la corrente sale fino a valori di circa 20-25mA. LED di nuova concezione, ad altissima luminosità, sono in grado di assorbire correnti di molti ampere. Per dissipare il calore prodotto, devono essere montati su un opportuno dissipatore di calore, che può anche essere ad aria forzata.

## Diodo laser

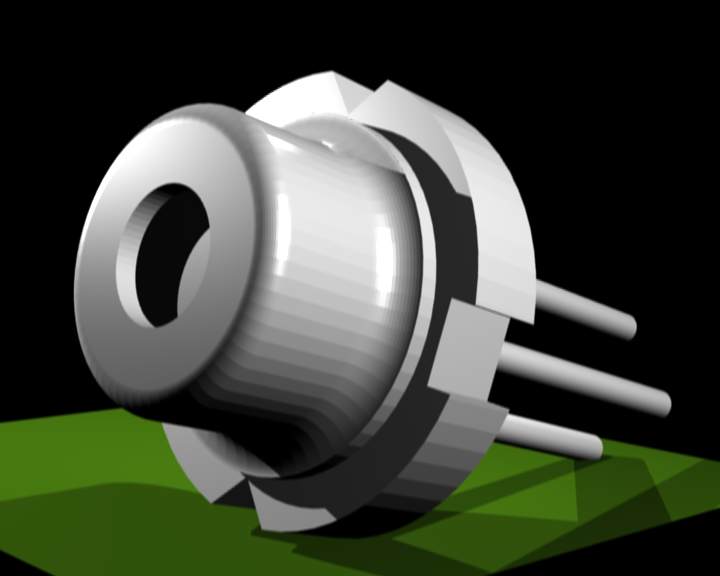
Immagine generata al computer di un diodo laser

Come i diodi LED, anche i diodi laser emettono luce tramite la ricombinazione di elettroni e lacune nella zona di barriera del diodo: la differenza fondamentale è che questa emissione è stimolata dalla luce stessa, e che la luce emessa è coerente.
Questo viene ottenuto con una struttura del diodo a sandwich con tre zone drogate in modo diverso (n - p - p+) che presentano anche un diverso indice di rifrazione ottico: in pratica, le zone di confine n-p e p-p+ si comportano come due specchi che riflettono la luce emessa nel diodo e la confinano al suo interno. In questo modo i fotoni in viaggio nel diodo stimolano gli elettroni e le lacune negli atomi di semiconduttore a ricombinarsi emettendo un altro fotone con la stessa lunghezza d'onda e la stessa fase di quello incidente, cioè stimolano una emissione coerente.
Normalmente i diodi laser sono realizzati in arseniuro di gallio e alluminio, per ottenere una differenza di indici di rifrazione fra le tre zone che sia il più possibile alta. L'emissione laser si instaura polarizzando il diodo portandolo in conduzione diretta, solo quando si oltrepassa una corrente di soglia variabile a seconda dei modelli dai 20 ai 30 mA.

## Diodo tunnel

Caratteristica I(V) del diodo tunnel

Inventato nel 1957 da Leo Esaki nei laboratori della Tokyo Tsushin Kogyo, oggi denominata Sony, in questo diodo il drogaggio dei due semiconduttori p-n è tanto forte da farlo degenerare in due conduttori separati da una barriera di potenziale estremamente alta e stretta. In queste condizioni alcuni elettroni però riescono ugualmente a passare, attraverso il fenomeno quantistico dell'effetto tunnel, quando il dispositivo è polarizzato con una tensione diretta ma ancora insufficiente a portare il diodo in regime di conduzione classica: aumentando la tensione, la corrente "tunnel" aumenta, poi diminuisce fino a un minimo (in questo intervallo il diodo presenta una resistenza negativa), oltre il quale subentra il meccanismo di conduzione termica del diodo normale e la corrente riprende a salire.
Questo tratto di caratteristica a pendenza negativa permette al diodo di trasferire energia ai segnali che lo attraversano: tipici impieghi dei diodi tunnel sono nel campo delle microonde da 30 MHz a 300 GHz in circuiti a bassa potenza come oscillatori locali e PLL a microonde. La velocità di commutazione e dei fronti di salita e discesa nelle tensioni inferiori ai 50 mV è tuttora irraggiungibile con tecnologie di commutazione a transistor.
L'uso civile più diffuso del componente è nella strumentazione di misura e in particolare nello stadio trigger degli oscilloscopi professionali e nei generatori d'impulso, dove ne sono stati utilizzati milioni di esemplari.

### DiodoBackward
In questo particolare diodo tunnel uno dei due semiconduttori è meno drogato e si trova al limite del caso degenere: questo fa sì che il diodo inverso (denominato in tanti modi tra cui back diode) si comporti come un normale diodo se polarizzato direttamente, ma conduca anche se polarizzato inversamente; in effetti il diodo inverso (da qui il nome) conduce molto meglio in polarizzazione inversa che in polarizzazione diretta. Il suo uso principale è nella rilevazione di piccoli segnali, o come miscelatore.

## Diodo PiN

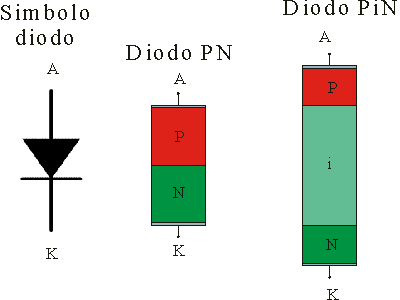

Il diodo PiN è un dispositivo elettronico che appartiene alla categoria dei dispositivi elettronici di potenza. Denominazioni comunemente utilizzate per lo stesso componente sono: diodo di potenza e diodo P-ν-N. Il diodo PiN è caratterizzato dalla capacità di sopportare tensioni inverse elevate (>50 V) ed è in genere capace di condurre elevate correnti dirette (>1 A).
La struttura del diodo PiN presenta una regione molto spessa, non drogata o con drogaggio molto debole, detta regione intrinseca e indicata dalla i nella sigla del dispositivo, e interposta fra le due zone P e N, da cui il nome; tale regione intrinseca è necessaria per aumentare la tensione di rottura. In linea di principio la regione intrinseca essendo poco drogata dovrebbe opporre una forte resistenza al passaggio di corrente che renderebbe il diodo inutilizzabile. Non è così invece, perché durante la fase di conduzione diretta le regioni P e N iniettano portatori di carica (lacune ed elettroni, rispettivamente) che riducono enormemente la resistenza della regione intrinseca.
Caratteristiche peculiari che differenziano il diodo PiN dal diodo a giunzione PN (detto anche diodo di segnale per distinguerlo dal diodo di potenza), sono i fenomeni di reverse recovery e di forward recovery. Questo tipo di diodi è usato in circuiti che lavorano a tensioni elevate ad esempio l'alimentazione di rete, generatori di EAT per gli anodi acceleratori nei tubi catodici, dove gestiscono rilevanti quantità di energia. Vengono anche impiegati nei primi stadi RF dei ricevitori radio professionali come attenuatori di segnale, eventualmente facenti parte di un circuito automatico di guadagno (CAG).

## Diodi a tempo di transito
Questi dispositivi sono chiamati diodi impropriamente, perché non sono basati (o non principalmente) sull'effetto barriera e non hanno la struttura p-n dei diodi, ma sono costituiti da tre o più zone con vari drogaggi a varie intensità; sono costruiti su semiconduttori compositi, in genere fosfuro di indio o arseniuro di gallio.

### Diodo IMPATT
IMPATT (IMPact ionization Avalanche Transit Time) è un diodo che ha una struttura complessa (n+ - p - i - p+) e, come dice il nome, lavora in polarizzazione inversa sfruttando l'effetto valanga. Più precisamente viene polarizzato molto vicino alla sua tensione di Zener, solitamente di un centinaio di volt, e racchiuso in una cavità risonante nella gamma delle microonde: l'inizio dell'effetto valanga nel diodo causa un impulso radio che viene riflesso nella cavità e modula il successivo passaggio di cariche attraverso il diodo.
Il movimento disordinato dei portatori nell'effetto valanga genera un rumore di fondo molto alto che si somma al segnale utile, limitando il campo di utilizzazione alle sole sorgenti a microonde di potenza nella gamma fino a 300 GHz, con un rendimento del 30% a 10 GHz che decresce con la frequenza, in cui peraltro gli IMPATT si comportano egregiamente.

#### Diodo TRAPATT
TRAPATT (TRApped Plasma Avalanche Transit Time) sono diodi IMPATT particolari, in cui la cavità risonante è ricavata direttamente nel diodo: i campi elettromagnetici interni alla regione di valanga sono perciò tanto intensi da far parlare di un plasma di elettroni e lacune all'interno della regione intrinseca.
Questi diodi riescono a superare le limitazioni in frequenza degli IMPATT normali arrivando a generare frequenze fino a 1000 GHz, al limite dello spettro infrarosso.

### Diodo BARITT
BARITT (BARrier Injection Transit Time) è un derivato del diodo IMPATT, di struttura (p+ - n - n+ - n - p+), che offre una minore efficienza e potenza, ma anche un minor livello di rumore generato, poiché il suo funzionamento si basa sul tempo di transito dei portatori di carica attraverso una barriera, piuttosto che sull'effetto valanga: il diodo BARITT lavora in polarizzazione diretta.
Grazie alla minore rumorosità e alla maggiore stabilità della frequenza generata, i BARITT sono usati in oscillatori locali e rivelatori Doppler per microonde.

## Fotodiodo

Lo scopo dei fotodiodi è di rivelare la radiazione luminosa (visibile o infrarossa) che colpisce il corpo del diodo stesso. La struttura interna di un fotodiodo è molto simile a quella dei diodi PIN: la zona intrinseca è progettata per reagire alla luce generando una coppia di portatori (un elettrone e una lacuna) che contribuiscono al passaggio di corrente attraverso il diodo. Si usano in polarizzazione inversa: in questa condizione, la corrente che attraversa il diodo è dovuta (quasi) esclusivamente alla luce incidente, ed è proporzionale all'intensità luminosa.

## Superdiodo (o raddrizzatore di precisione)

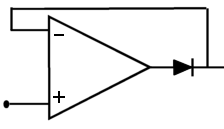

A differenza dei precedenti, questo non è un componente semplice ma un circuito composto da un diodo e da un amplificatore operazionale: in pratica l'operazionale amplifica lo stato di conduzione del diodo. Il circuito nel suo insieme, quindi, si comporta quasi come un diodo ideale con tensione di polarizzazione diretta molto bassa, prossima agli 0 V.
Questo circuito viene usato nei raddrizzatori di precisione, nei circuiti per misure elettriche e in quei casi dove il segnale da raddrizzare ha una ampiezza minore degli 0,7 volt che rappresentano la soglia di conduzione dei diodi normali. Non viene però usato negli apparecchi radio, a causa dei limiti degli amplificatori operazionali alle alte frequenze.

## Polarità
Nella maggior parte dei package per diodi, il pin o il reoforo collegato al catodo è indicato da una striscia. Alcune eccezioni sono i diodi in package molto piccoli (come il SOT-23) e i diodi di potenza in package come il TO-220 sul quale a volte è riportato l'intero simbolo.
Nel simbolo grafico per gli schemi circuitali il triangolo indica il verso convenzionale della corrente diretta che circola nel diodo, l'anodo è quindi rappresentato dal lato del triangolo mentre il catodo dalla barra.